# Mieza (Macedonia)
Mieza (en griego: Μίεζα), «santuario de las ninfas» o «ninfeo», fue una localidad en el antiguo Reino de Macedonia en la que Aristóteles instruyó a Alejandro Magno durante su infancia.
El lugar se encuentra en el municipio griego de Nausa, en la periferia de Macedonia Central.

## Historia
La ciudad recibió su nombre del personaje llamado Mieza (en la antigua mitología macedonia, hija de Beres y hermana de Olganos y Beroia).
Según Plutarco, el rey Filipo II de Macedonia mandó llamar a Aristóteles, a quien encargó la enseñanza de su hijo Alejandro:

Concedióles para escuela y para su residencia el Ninfeo inmediato a Mieza, donde aún ahora muestran los asientos de piedra de Aristóteles y sus paseos defendidos del sol.
σχολὴν μὲν οὖν αὐτοῖς καὶ διατριβὴν τὸ περὶ Μίεζαν Νυμφαῖον ἀπέδειξεν, ὅπου μέχρι νῦν Ἀριστοτέλους ἕδρας τε λιθίνας καὶ ὑποσκίους περιπάτους δεικνύουσιν.
Plutarco: Vidas paralelas, Alejandro, VII.

Mieza era el hogar de Peucestas, compañero de Alejandro.

## Arqueología
Los restos arqueológicos de la antigua Mieza muestran un asentamiento que floreció especialmente en el periodo helenístico y cuya importancia se mantuvo durante la época romana. 
Se conservan los restos del Ninfeo, así como importantes tumbas del periodo macedónico, entre las que sobresalen las de Leucadia, por sus cualidades arquitectónicas y pictóricas. También hay restos de edificios residenciales, algunos de ellos muy lujosos, y de un teatro de época romana.
|                                 |
| Fachada de la Tumba del juicio. |

|                                                       |
| Detalle de la decoración de la tumba de las palmetas. |

|                           |
| Entrada de la tumba Kinch |

|                                             |
| Decoración de la tumba de Lisón y Calicles. |